# Rhyacophila euterpe
Rhyacophila euterpe là một loài Trichoptera trong họ Rhyacophilidae. Chúng phân bố ở miền Cổ bắc.